# Istituto affari pubblici
L'Istituto Affari Pubblici (Instytut Spraw Publicznych) è un think tank indipendente, non schierato, impegnato nel campo della politica pubblica in Polonia. L'Istituto nasce nel 1995 come supporto alla tendenza riformista, sviluppatasi in seguito alla candidatura della Polonia come paese membro dell'UE, e come forum per un dibattito istruito sulle tematiche politiche e sociali.
Direttrice dell'Istituto è la prof. Lena Kolarska-Bobińska, il Direttore e Responsabile Programmi è il Dr. Jacek Kucharczyk.

## Riconoscimenti
Nel novembre 2001 l'Istituto Affari Pubblici è stato riconosciuto come "Ente dell'anno 2001" dalla Fondazione Pro Publico Bono (Polonia). È stato citato dal The Economist, nello speciale approfondimento sulla Polonia, come una delle maggiori fonti di informazione, nazionale ed europea, riguardante l'odierno scenario polacco (insieme ai rapporti OECD e all'opera del Prof. Norman Davies).
La vasta fama internazionale deriva in particolare da due pubblicazioni: La seconda ondata di riformismo polacco e le Quattro Riforme-dal concetto alla realizzazione. L'Istituto è stato tra le ONG più attive nell'organizzazione e nella propaganda del referendum riguardante l'entrata della Polonia nell'UE. La sua proposta di articolare la votazione in due giornate ha reso possibile il raggiungimento del quorum costituzionale del 50%.

## Attività
L'Istituto Affari Pubblici conduce ricerche, analisi sociali e presenta disegni politici. L'Istituto ha predisposto progetti di riforma riguardanti punti chiave dello scenario politico e sociale. Possiede una rete di collaboratori composta da studiosi provenienti da differenti istituzioni accademiche e da attori della scena sociale e pubblica. La sua attività è divulgata tramite libri e pubblicazioni. È inoltre attivo promotore di seminari, conferenze e stage. I suoi elaborati sono distribuiti ai membri del parlamento, ai funzionari governativi, ai media e alle organizzazioni non governative.

## Obiettivi
L'Istituto Affari Pubblici mira a:
- attuare progetti aventi rilievo per l'opinione pubblica;
- dar vita a dibattiti pubblici;
- individuare potenziali minacce presenti nello scenario sociale e studiare eventuali sviluppi futuri;
- fungere da contenitore di idee per le politiche sociali interessate alla risoluzione di problematiche esistenti o future;
- costituire un ponte tra il mondo accademico, politico, dei media e delle ONG.

## Altro
L'Istituto Affari Pubblici è membro di molte associazioni aventi stretti rapporti con svariate organizzazioni non governative, come ad esempio EPIN, EuroMeSCo network, NDRI o Abroad Group.